# Marske Hall
Marske Hall est un ancien manoir britannique du XVIIe siècle situé à Marske-by-the-Sea en Angleterre. Le bâtiment est aujourd’hui un foyer de soins géré par l’association Leonard Cheshire[réf. nécessaire]. C’est un bâtiment classé en Grade I. 

## Sources
1. ↑  (en) « Marske Hall », British Listed Buildings (consulté le 6 avril 2020).